# Пухляковский (Верхнедонской район)
Пухляко́вский — хутор в Верхнедонском районе Ростовской области.
Входит в состав Казанского сельского поселения.

## Население
| 1989 | 2002 | 2010 |
| ---- | ---- | ---- |
| 120  | ↘94  | ↘84  |

## Улицы
На хуторе имеется одна улица: Пухляковская.